# Carlo von Erlanger

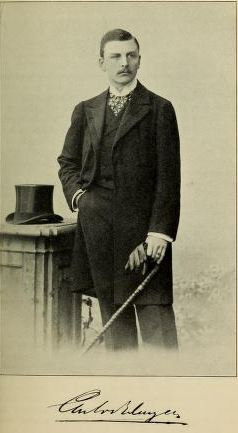
Carl Viktor Heinrich Freiherr von Erlanger (1872–1904)

Carlo Freiherr von Erlanger eigentlich Carl Viktor Heinrich Freiherr von Erlanger (* 5. September 1872 in Nieder-Ingelheim; † 4. September 1904 bei Salzburg) war ein deutscher Forschungsreisender und Ornithologe.

## Leben
Carlo von Erlanger war der jüngste Sohn des Bankiers Wilhelm Hermann Carl von Erlanger und seiner Frau Caroline geborene Bernus. Seine Großväter waren der 1871 in den erblichen Freiherrenstand erhobene Bankier Raphael von Erlanger sowie der Frankfurter Handelsherr und Senator Franz von Bernus. Der Zoologe Raphael Slidell von Erlanger und der Komponist Frédéric A. Baron d’Erlanger gehörten zu seinen Cousins. Die Familie war evangelischer Konfession.
Als Schüler am Gymnasium in Frankfurt besuchte Erlanger oft das Senckenberg-Museum und erlernte dort das Abbalgen und Präparieren von Vögeln. Ab 1891 studierte er Naturwissenschaften, insbesondere Ornithologie, an der Universität Lausanne. In diese Zeit fiel seine erste Expedition nach Nordafrika, die ihn vier Monate durch die tunesische Wüste führte. Nach seiner Rückkehr absolvierte er 1893/94 den Militärdienst im kurhessischen Husarenregiment Nr. 13, dem er anschließend als Reserveoffizier angehörte. Dann vertiefte von Erlanger seine naturwissenschaftlichen Studien an der Universität Cambridge und lernte am  Seminar für Orientalische Sprachen in Berlin Arabisch und Suaheli.
Im Winter 1896/1897 brach er zu einer zweiten Nordafrikaexpedition auf. Nach seiner Rückkehr im Frühjahr 1897 widmete er sich zunächst der Auswertung der Reise, begann aber bereits kurz darauf für eine dritte Expedition, die ihn durch die britischen Schutzgebiete in Somaliland und Ostafrika führen sollte, zu planen. Diese Reise begann er 1899. Zusammen mit Oscar Neumann bereiste er zwei Jahre lang Ostafrika. Stationen waren unter anderem Zeyla, Harar und Addis Abeba sowie das Land der Ennia und Arussi Galla. Auf diesen Expeditionen durch Afrika wurde er von Carl Hilgert begleitet.
In dieser Zeit sammelte Erlanger über 20.000 Insekten, mehr als 10.000 Vogelbälge und andere Tiere.

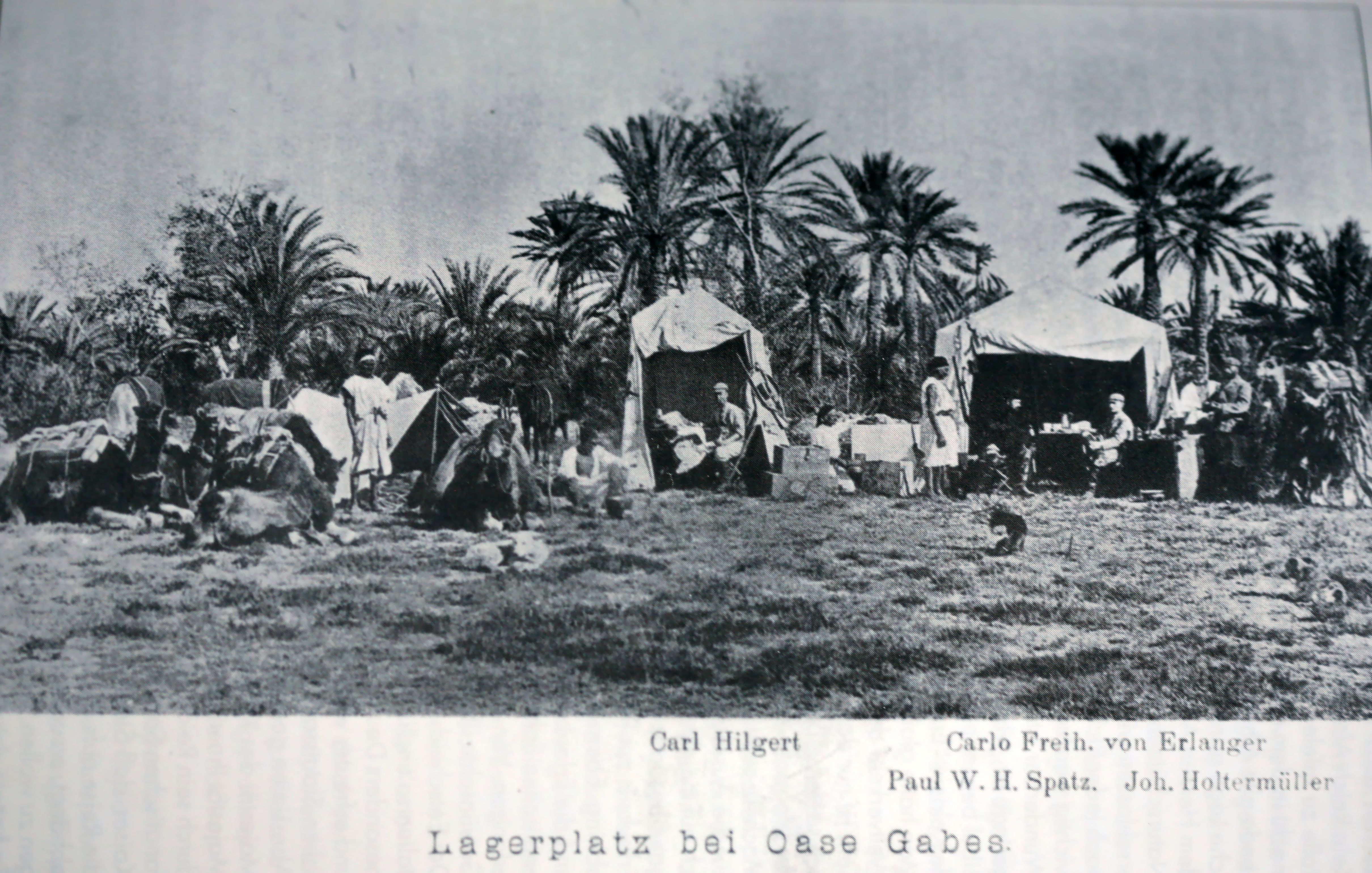
Photo von Carlo von Erlanger auf seiner Tunesien Expedition 1896–1897

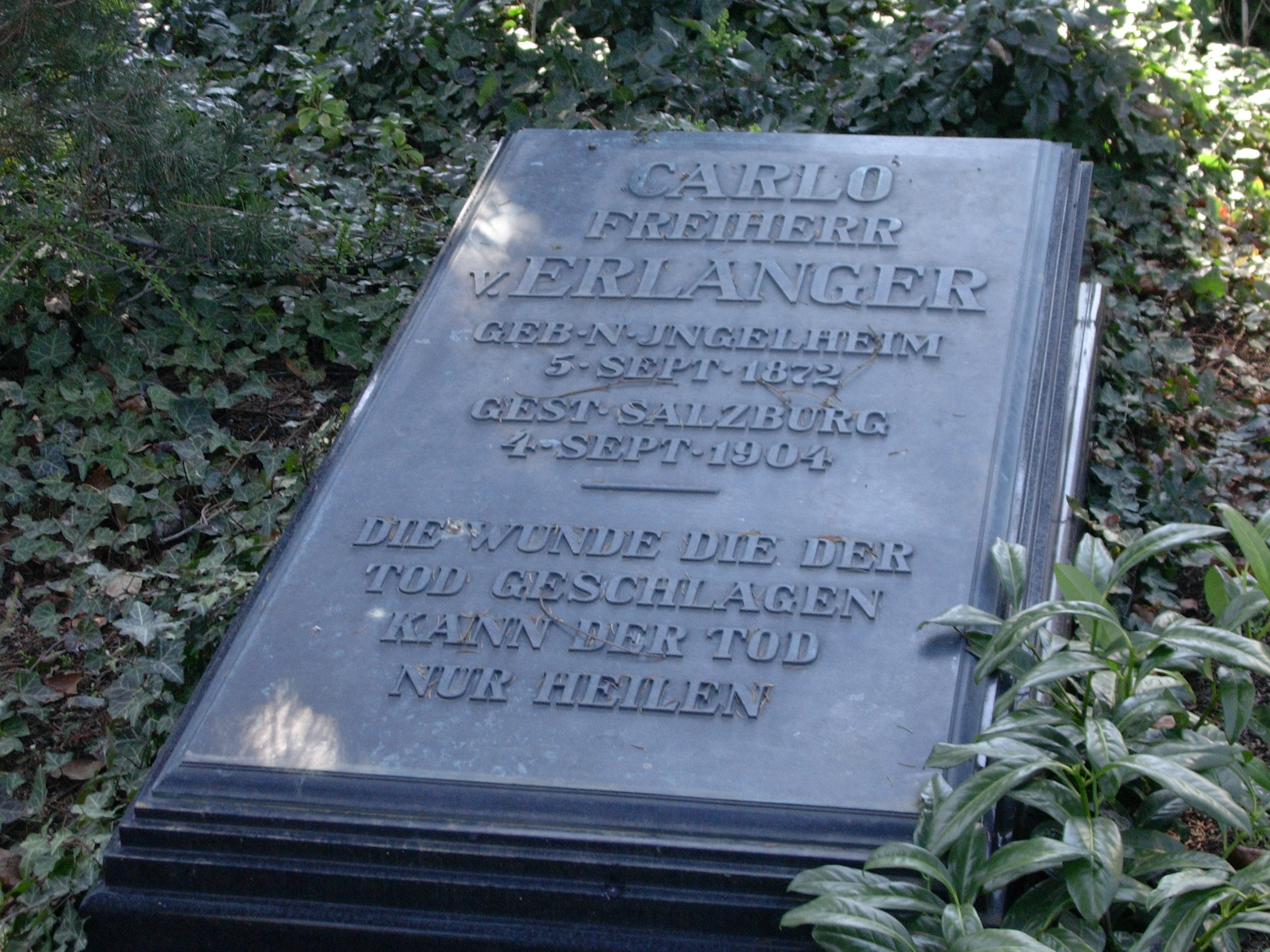
Grab von Erlangers auf dem Nieder-Ingelheimer Friedhof

Carlo von Erlanger starb einen Tag vor seinem 32. Geburtstag bei Salzburg durch einen Autounfall. Sein Leichnam wurde in die Heimat überführt und im dortigen Familiengrab auf dem Nieder-Ingelheimer Friedhof beigesetzt.
1917 wurde Erlangers Sammlung durch seine Mutter aufgeteilt. Einen großen Teil erhielt das
Senckenberg-Museum. Ein Teil ging an die Stadt Nieder-Ingelheim, die dies zum Anlass nahm, ihr erstes Museum zu eröffnen.
Nach Erlanger sind folgende Arten benannt:
- Erlangerlerche (Calandrella erlangeri (Neumann, 1906))[6] sowie
- Kongoschnäpper (Batis erlangeri Neumann, 1907)[7]
- Ptychadena erlangeri (Ahl, 1924)[8]
- Erlangerwürger (Laniarius erlangeri (Reichenow, 1905))[9], heute ein Synonym für den Buloburtiwürger (Laniarius nigerrimus Reichenow, 1879)
- Unterart des Fahlschnäppers (Bradornis pallidus erlangeri (Reichenow, 1905))[10]
- Unterart des Meckerbogenflügels (Camaroptera brevicaudata erlangeri (Reichenow, 1905))[11]
- Unterart des Mennigbrust-Nektarvogels (Cinnyris nectarinioides erlangeri (Reichenow, 1905))[12]

## Werke (Auswahl)
- Beiträge zur Avifauna Tunesiens. In: Journal für Ornithologie (= 5). Band 46, Nr. 3, 1898, S. 377–497 (biodiversitylibrary.org).
- Beiträge zur Avifauna Tunesiens. In: Journal für Ornithologie (= 5). Band 47, Nr. 2, 1899, S. 213–286 (biodiversitylibrary.org).
- Beiträge zur Avifauna Tunesiens. In: Journal für Ornithologie (= 5). Band 47, Nr. 3, 1899, S. 309–374 (biodiversitylibrary.org).
- Beiträge zur Avifauna Tunesiens. In: Journal für Ornithologie (= 5). Band 47, Nr. 4, 1899, S. 449–532 (biodiversitylibrary.org).
- Beiträge zur Avifauna Tunesiens. In: Journal für Ornithologie (= 5). Band 48, Nr. 1, 1900, S. 1–105 (biodiversitylibrary.org).
- Einige neue Arten aus Nordostafrika. In: Ornithologische Monatsberichte. Band 9, Nr. 12, 1901, S. 181–183 (biodiversitylibrary.org).
- Am Hofe Kaiser Meneliks. In: Die Woche. Band 3, 1901, S. 1961–1964.
- Beiträge zur Vogelfauna Nordostafrikas mit besonderer Berücksichtigung der Zoogeographie. In: Journal für Ornithologie. Band 52, Nr. 2, 1904, S. 137–244 (biodiversitylibrary.org).
- Kurze Betrachtungen über die Gruppe der Edelfalken. In: Journal für Ornithologie (= 5. Band 14). Nr. 2, 1903, S. 289–302 (biodiversitylibrary.org).
- Forschungsreise durch Süd-Schoa, Galla und die Somali-LänderBeiträge zur Vogelfauna Nordostafrikas, mit besonderer Berücksichtigung der Zoogeographie,. Band 1. Gesellschaft für Erdkunde in Berlin, Berlin 1904.
- Forschungsreise durch Süd-Schoa, Galla und die Somali-LänderBeiträge zur Vogelfauna Nordostafrikas, mit besonderer Berücksichtigung der Zoogeographie,. Band 2. Gesellschaft für Erdkunde in Berlin, Berlin 1904.
- Beiträge zur Vogelfauna Nordostafrikas mit besonderer Berücksichtigung der Zoogeographie. In: Journal für Ornithologie. Band 53, Nr. 1, 1905, S. 42–158 (biodiversitylibrary.org).
- Angelika Schulz-Parthu (Hrsg.): Wie ein Blick in die Lande eines schöneren Edens. Leinpfad, Ingelheim 1997, ISBN 3-9805837-1-6.